# Fra Mauro (inslagkrater)

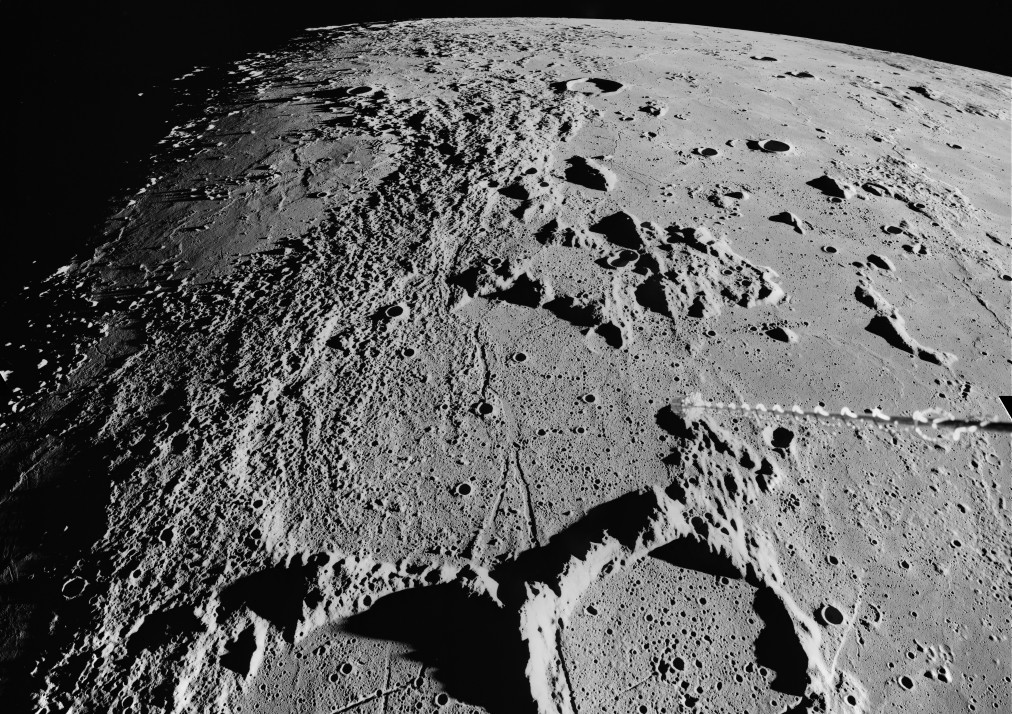
Schuine blik vanuit Apollo 16. (foto NASA)

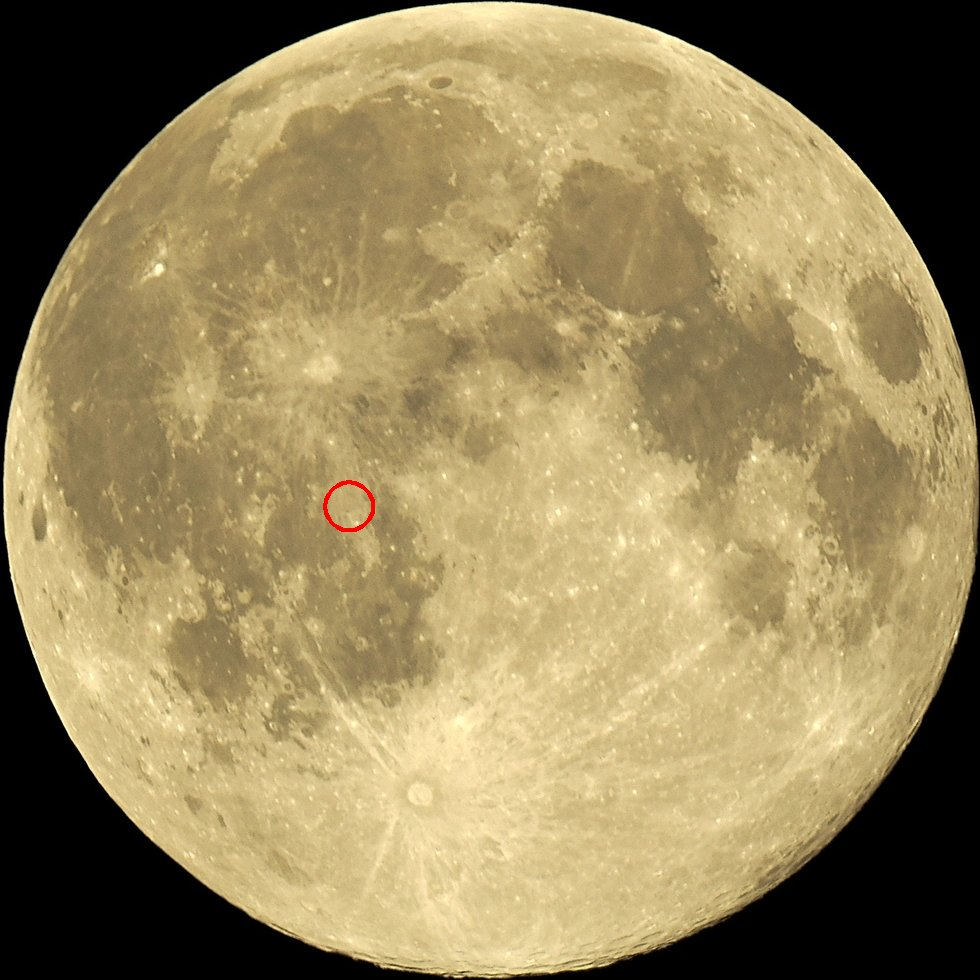
De locatie van Fra Mauro op de maan

Fra Mauro is het verweerde overblijfsel van een walvlakte op de maan. Hij is onderdeel van de Fra Mauroformatie, die eromheen ligt. De krater bevindt zich noordoostelijk van Mare Cognitum en zuidoostelijk van Mare Insularum. De krater is vernoemd naar de 15e-eeuwse Venetiaanse lekenbroeder en kaartenmaker Fra Mauro. De naam Fra Mauro is afkomstig van de Duitse astronoom en selenograaf Johann Heinrich von Mädler .

## Beschrijving
De verbonden kraters Bonpland en Parry zitten vast aan de zuidelijke rand van Fra Mauro en dringen door in de formatie en vormen naar binnen puilende muren. De overgebleven kraterrand van Fra Mauro is sterk verweerd, met insnijdingen door latere inslagen en openingen in de noordelijke en oostelijke rand. De rand is het hoogst in het zuidwesten, waar het een muur deelt met Parry. De rest bestaat uit weinig neer dan lage onregelmatige ribbels. De maximale hoogte van de buitenrand is 0,7 kilometer.
De bodem van deze formatie is bedekt met basaltlava. Dit oppervlak wordt van de noordelijke tot de zuidelijke randen doorsneden door kloven. Er is geen centrale piek, maar de piepkleine krater Fra Mauro E ligt vrijwel midden in de formatie.

## Robert E. Curtiss' Maltezer kruis
Ten noordoosten van Fra Mauro, in het complex Fra Mauro ζ (Fra Mauro zeta), ontdekte de maanwaarnemer Robert E. Curtiss een formatie die hem deed denken aan een Maltezer kruis. Dit kruis kan enkel waargenomen worden gedurende lokale zonsondergang (laatste kwartier) .

## Apollomissies
Het gebied noordelijk van Fra Mauro was de bedoelde landingsplaats van Apollo 13, die afgebroken werd nadat een zuurstoftank aan boord ontploft was. De bemanning keerde veilig terug naar de aarde. De volgende missie, Apollo 14, landde nabij de Cone crater ten noorden van Fra Mauro. De bemanning, Alan Shepard en Edgar Mitchell, nam monsters van de breccie, afgezet door de inslag die Mare Imbrium gevormd heeft en die gedeeltelijk Fra Mauro bedekt. Deze ruige ejectadeken wordt aangeduid als de "Fra Mauroformatie".

## Satellietkraters
| Fra Mauro | Breedtegraad | Lengtegraad | Doorsnede |
| --------- | ------------ | ----------- | --------- |
| A         | 5,4° ZB      | 20,9° WL    | 9 km      |
| B         | 4,0° ZB      | 21,7° WL    | 7 km      |
| C         | 5,4° ZB      | 21,6° WL    | 7 km      |
| D         | 4,8° ZB      | 17,6° WL    | 5 km      |
| E         | 6,0° ZB      | 16,8° WL    | 4 km      |
| F         | 6,7° ZB      | 16,9° WL    | 3 km      |
| G         | 2,2° ZB      | 16,3° WL    | 6 km      |
| H         | 4,1° ZB      | 15,5° WL    | 6 km      |
| J         | 2,6° ZB      | 18,6° WL    | 3 km      |
| K         | 2,5° ZB      | 16,7° WL    | 6 km      |
| N         | 5,3° ZB      | 17,4° WL    | 3 km      |
| P         | 5,4° ZB      | 16,5° WL    | 3 km      |
| R         | 2,2° ZB      | 15,6° WL    | 3 km      |
| T         | 2,1° ZB      | 19,3° WL    | 3 km      |
| W         | 1,3° ZB      | 16,8° WL    | 4 km      |
| X         | 4,5° ZB      | 17,3° WL    | 20 km     |
| Y         | 4,1° ZB      | 16,7° WL    | 4 km      |
| Z         | 3,8° ZB      | 14,6° WL    | 5 km      |

## Nomenclatuur
Johannes Hevelius gaf aan de komvormige krater Fra Mauro B de benaming Caput de Tornese . Aan enkele heldere gebiedjes ten westen van de komvormige krater Fra Mauro A gaf hij de benaming Insulae Echinades . Aan het onregelmatig heuvelachtig gebied ten noordoosten van Fra Mauro (Fra Mauro ζ) gaf hij de benaming Mons Parthenius . Aan Fra Mauro γ, Fra Mauro κ, alsook Fra Mauro ζ gaf hij de benaming Mons Crathis .